# Zhou Fengsuo
Zhou Fengsuo (cinese: 周 锋 锁; Xi'an, 5 ottobre 1967) è un attivista cinese per i diritti umani, ex leader studentesco durante la protesta di piazza Tienanmen del 1989. Elencato come numero 5 tra i più ricercati dal governo cinese per il suo ruolo nel movimento, è stato costretto all'esilio negli Stati Uniti  dove ha preso la cittadinanza statunitense. Zhou ha conseguito il MBA presso la Booth School of Business dell'Università di Chicago lavorando poi nel settore finanziario. È presidente di Humanitarian China e cofondatore del China Human Rights Accountability Center..

## Biografia
Nato a Xi'an, Shaanxi, Cina nel 1967, ha frequentato l'Università Tsinghua nel 1985 con l'idea di laurearsi in fisica. Zhou è stato eletto leader della Federazione Autonoma degli Studenti di Pechino nel 1989. A causa del suo attivo impegno nelle proteste a favore della democrazia guidate dagli studenti in piazza Tienanmen nel 1989, Zhou è stato arrestato e imprigionato per un anno. Ha lasciato la Cina nel 1995 per gli Stati Uniti, dove ha studiato finanza analitica e contabilità, e nel 1998 ha conseguito un MBA presso la Booth School of Business dell'Università di Chicago.

### Proteste di piazza Tienanmen del 1989
Zhou ha promosso attivamente la democrazia nel campus di Pechino attraverso l'organizzazione di elezioni dirette all'interno del sindacato studentesco, ha avviato club studenteschi sostenendo la libertà per i giornali degli studenti e ha avviato la stazione radio The Voice of Students ("学运 之 声") nel 1989. Zhou ha organizzato e partecipato alle proteste, fornendo assistenza medica ai manifestanti durante gli scioperi della fame. 
Poco dopo la sanguinosa repressione del 4 giugno 1989 in seguito alle poteste studentesche di piazza Tienanmen, Zhou è stato elencato come il numero cinque nella lista dei ricercati del governo ed è stato arrestato nella sua abitazione a Xi'an. Imprigionato a Qincheng per un anno, è stato rilasciato nel 1990 a causa del sostegno internazionale ed esiliato per un anno a Yangyuan, Hebei. Il coinvolgimento di Zhou nelle proteste ha portato anche a complicazioni legali che gli hanno impedito per anni di ottenere il passaporto. Tra il monitoraggio costante e le molestie della polizia, Zhou ha dovuto lottare per guadagnarsi da vivere. 

### Immigrazione negli Stati Uniti
Nel 1995 Zhou si è trasferito negli Stati Uniti senza alcuna prospettiva di tornare legalmente a casa. Nel 1998 ha conseguito un MBA presso la University of Chicago Booth School of Business. È diventato cristiano nel 2003 e negli ultimi anni ha lavorato nel settore finanziario.
Zhou ha lavorato dal 1998 al 2001 presso Bear Stearns come trader di valute, gestendo portafogli e progettando strategie sia per i clienti aziendali sia per quelli con un patrimonio netto elevato. Successivamente, dal 2001 al 2017, ha lavorato ed è diventato direttore della supervisione del portafoglio presso AXA Rosenberg Investment Management.

### Attivismo anche negli Usa
Nel settembre 2000, Zhou è stato il protagonista in una causa delle vittime del massacro di Tiananmen contro Li Peng per i suoi crimini nel 1989 contro l'umanità. Questa è stata la prima di molte altre cause negli Stati Uniti contro i funzionari del Partito Comunista Cinese. 
In un'intervista al South China Morning Post, Zhou ha dichiarato di ritenere ancora irrisolte le questioni centrali alla base delle proteste del 1989, come la corruzione del governo. "C'è più o meno un consenso oggi in Cina sul fatto che i funzionari del governo dovrebbero rivelare i loro beni", ha detto. Gli ultimi 25 anni hanno dimostrato “che il massacro è stato per questa piccola frazione di famiglie che controlla la Cina, non per il benessere generale dei cinesi. Se guardi le persone che erano intransigenti 25 anni fa, ora sono tutti miliardarie". 
Zhou è diventato il presidente della Fondazione cinese per l'educazione alla democrazia nel tentativo di promuovere "la prosperità e il progresso della società cinese per la democrazia, la libertà e i diritti umani". Ha cofondato nel 2007 Humanitarian China, un gruppo che promuove lo stato di diritto e la società civile in Cina e raccoglie fondi per i prigionieri politici cinesi.
Zhou partecipa attivamente alle discussioni nei campus negli Stati Uniti nel tentativo di sensibilizzare gli studenti che non hanno familiarità con questi problemi. Il 3 aprile 2019, Zhou si è unito a una tavola rotonda presso la Wesleyan University sul Movimento del 4 maggio nel 1919 e le proteste di piazza Tienanmen nel 1989. Ha dichiarato: "Per la nostra generazione, è stato il più grande evento. La maggior parte ricorda solo lo spargimento di sangue e il massacro, ma quello che la gente ha davvero bisogno di ricordare è quello che era successo prima della repressione. È stata l'unica volta in cui ho sperimentato il bellissimo carattere del popolo cinese che desiderava una Cina democratica, dove potevamo liberare le nostre menti". 

### Viaggio di ritorno segreto in Cina
Nel venticinquesimo anniversario della repressione del 4 giugno, Zhou, diventato cittadino statunitense, ha approfittato della politica cinese di consentire soste di transito di 72 ore senza visto ed è riuscito a entrare brevemente nel paese, anche se Pechino ha adottato misure estreme per prevenire osservazioni pubbliche. Mentre guidava in loop con il suo amico in piazza Tienanmen, Zhou ha resistito alla tentazione di portare avanti una protesta pubblica, temendo che sarebbe stato rapidamente "messo in silenzio in un minuto". 
Zhou ha raccontato di aver fatto visita nel centro di detenzione al suo amico Gao Yu, un ex giornalista che ha scritto sulle proteste di Tienanmen ed è stato incarcerato, insieme all'avvocato per i diritti umani Pu Zhiqiang. Zhou non ha avuto problemi quando si è identificato alla reception dell'albergo; in seguito la polizia è arrivata con il pretesto di cercare droga e lo ha interrogato a lungo. È stato poi messo su un volo di ritorno negli Stati Uniti. Ha commentato che ora una sua futura visita in Cina potrebbe essere molto più difficile.
Zhou ha rivelato che prima di questa visita, era già entrato in altre due occasioni in Cina senza che gli amici o la famiglia fossero a conoscenza dei suoi piani. in altre due occasioni in cui nessun amico o famiglia era a conoscenza dei suoi piani in anticipo.

### Censura di LinkedIn e Zoom
Nel gennaio 2019, LinkedIn ha inviato un messaggio a Zhou, dicendo che sebbene la società "sostenga fortemente la libertà di espressione", il suo profilo e le sue attività non sarebbero stati visibili agli utenti in Cina a causa di "contenuti specifici sul tuo profilo". Ore dopo, Linkedin ha ribaltato la decisione e il profilo di Zhou è stato rapidamente ripristinato sulla piattaforma cinese dopo un'ondata di pubblicità negativa. 
Il 1º giugno 2020, Zoom ha chiuso l'account a pagamento di Zhou una settimana dopo aver tenuto sulla piattaforma un evento commemorativo tra attivisti negli Stati Uniti e in Cina delle proteste di piazza Tienanmen del 1989.